# Burford
Burford (pronuncia [ /ˈbɝːfɚd/]) è un piccolo paese di 1 340 abitanti della contea dell'Oxfordshire, in Inghilterra. 
Si trova nella regione collinosa chiamata Cotswolds, meta turistica ed area d'interesse naturalistico, ed è attraversato dal fiume Windrush. Dista circa 29 km a ovest di Oxford, 35 km a sudest di Cheltenham e soli 3,2 km dal confine con la contea del Gloucestershire. Il suo nome deriva dalle parole dell'inglese antico "burh" (paese fortificato o di collina) e "ford" (guado).

## Storia
La storia di questo piccolo paese ha inizio a metà del periodo anglosassone con la creazione di un villaggio, vicino al luogo dove venne poi costruito l'edificio della Burford Priory. Tale insediamento continuò ad esistere fino alla conquista normanna dell'Inghilterra, dopo la quale venne costruita la nuova Burford. Nel luogo dell'antico villaggio fu costruito un ospedale, che continuò a funzionare fino alla dissoluzione dei monasteri in Inghilterra voluta da Enrico VIII; al suo posto venne costruito l'edificio della Burford Priory, quarant'anni dopo, nel 1580 circa.
Nel 1649, la chiesa del paese venne utilizzata come prigione (durante la guerra civile inglese): alcuni prigionieri lasciarono scritte e graffiti, che si possono tuttora vedere nella chiesa.
Tra il XIV ed il XVII secolo Burford ebbe grande importanza per la sua lana. Il Tolsey, situato lungo la strada principale della cittadina, rivestì un ruolo molto importante per il commercio della lana locale, ed ora è un museo.
Il centro cittadino è caratterizzato da edifici costruiti a partire dal XV secolo. L'edificio più degno di nota, tuttavia, è la chiesa dedicata a san Giovanni Battista.